# Eczacıbaşı Spor Kulübü 2015-2016 (pallavolo femminile)
Questa voce raccoglie le informazioni riguardanti l'Eczacıbaşı Spor Kulübü nelle competizioni ufficiali della stagione 2015-2016.

## Organigramma societario
Area direttiva
- Presidente: Faruk Eczacıbaşı

Area tecnica
- Allenatore: Giovanni Caprara
- Allenatore in seconda: Alper Hamurcu
- Assistente allenatore: Yunus Öçal
- Scoutman: Artun Aksan

## Rosa
| N° | Nome             | Ruolo | Data di nascita   | Nazionalità sportiva |
| -- | ---------------- | ----- | ----------------- | -------------------- |
| 1  | Mısra Aşçı       | P     | 26 gennaio 1998   | Turchia              |
| 2  | Gülden Kayalar   | L     | 5 dicembre 1980   | Turchia              |
| 3  | Tijana Bošković  | O     | 8 marzo 1997      | Serbia               |
| 4  | Damla Çakıroğlu  | S     | 22 giugno 1994    | Turchia              |
| 5  | Molly Kreklow    | P     | 17 febbraio 1992  | Stati Uniti          |
| 6  | Ceylan Arısan    | C     | 1º gennaio 1994   | Turchia              |
| 7  | Dilara Bağcı     | L     | 2 febbraio 1994   | Turchia              |
| 8  | Asuman Karakoyun | P     | 16 luglio 1990    | Turchia              |
| 9  | Büşra Cansu      | C     | 16 luglio 1990    | Turchia              |
| 10 | Jordan Larson    | S     | 16 ottobre 1986   | Stati Uniti          |
| 11 | Nilay Benli      | P     | 24 ottobre 1985   | Turchia              |
| 12 | Rosir Calderón   | S     | 28 dicembre 1984  | Cuba                 |
| 13 | Christiane Fürst | C     | 29 marzo 1985     | Germania             |
| 14 | Buse Kara        | S     | 30 agosto 1998    | Turchia              |
| 15 | Neriman Özsoy    | S     | 13 luglio 1988    | Turchia              |
| 16 | Kübra Kegan      | P     | 18 luglio 1995    | Turchia              |
| 17 | Neslihan Demir   | O     | 9 dicembre 1983   | Turchia              |
| 18 | Maja Poljak      | C     | 2 maggio 1983     | Croazia              |
| 19 | Hande Baladın    | S     | 11 settembre 1997 | Turchia              |
| 20 | Yasemin Güveli   | C     | 5 gennaio 1999    | Turchia              |
| 21 | Bahar Toksoy     | C     | 6 febbraio 1988   | Turchia              |

## Statistiche

### Statistiche di squadra
| Competizione     | Punti | In casa | In casa | In casa | In trasferta | In trasferta | In trasferta | Totale | Totale | Totale |
| Competizione     | Punti | G       | V       | P       | G            | V            | P            | G      | V      | P      |
| ---------------- | ----- | ------- | ------- | ------- | ------------ | ------------ | ------------ | ------ | ------ | ------ |
| Voleybol 1. Ligi | 52    | 11      | 10      | 1       | 11           | 8            | 3            | 28     | 20     | 8      |
| Champions League | 11    | 4       | 2       | 2       | 4            | 2            | 2            | 8      | 4      | 4      |
| Totale           | -     | 15      | 12      | 3       | 15           | 10           | 5            | 36     | 24     | 8      |

G = partite giocate; V = partite vinte; P = partite perse

### Statistiche dei giocatori
| Giocatore    | Voleybol 1. Ligi | Voleybol 1. Ligi | Voleybol 1. Ligi | Voleybol 1. Ligi | Voleybol 1. Ligi | Champions League | Champions League | Champions League | Champions League | Champions League | Totale | Totale | Totale | Totale | Totale |
| Giocatore    | P                | PT               | AV               | MV               | BV               | P                | PT               | AV               | MV               | BV               | P      | PT     | AV     | MV     | BV     |
| ------------ | ---------------- | ---------------- | ---------------- | ---------------- | ---------------- | ---------------- | ---------------- | ---------------- | ---------------- | ---------------- | ------ | ------ | ------ | ------ | ------ |
| C. Arısan    | 6                | 30               | 19               | 7                | 4                | 0                | 0                | 0                | 0                | 0                | 6      | 30     | 19     | 7      | 4      |
| M. Aşçı      | 0                | 0                | 0                | 0                | 0                | -                | -                | -                | -                | -                | 0      | 0      | 0      | 0      | 0      |
| D. Bağcı     | 13               | 0                | 0                | 0                | 0                | 1                | 0                | 0                | 0                | 0                | 14     | 0      | 0      | 0      | 0      |
| H. Baladın   | 25               | 230              | 191              | 20               | 19               | 3                | 6                | 5                | 0                | 1                | 28     | 236    | 196    | 20     | 20     |
| N. Benli     | 18               | 10               | 3                | 3                | 4                | 7                | 10               | 2                | 5                | 3                | 25     | 20     | 5      | 8      | 7      |
| T. Bošković  | 23               | 316              | 274              | 28               | 14               | 8                | 101              | 76               | 20               | 5                | 31     | 417    | 350    | 48     | 19     |
| D. Çakıroğlu | 4                | 8                | 4                | 3                | 1                | 1                | 0                | 0                | 0                | 0                | 5      | 8      | 4      | 3      | 1      |
| R. Calderón  | 6                | 69               | 58               | 7                | 4                | 5                | 51               | 47               | 4                | 0                | 11     | 120    | 105    | 11     | 4      |
| B. Cansu     | 26               | 146              | 69               | 56               | 21               | 5                | 23               | 16               | 3                | 4                | 31     | 169    | 85     | 59     | 25     |
| N. Demir     | 26               | 160              | 126              | 12               | 22               | 8                | 56               | 48               | 6                | 2                | 34     | 216    | 174    | 18     | 24     |
| C. Fürst     | 3                | 18               | 11               | 6                | 1                | 7                | 29               | 19               | 9                | 1                | 10     | 47     | 30     | 15     | 2      |
| Y. Güveli    | 0                | 0                | 0                | 0                | 0                | -                | -                | -                | -                | -                | 0      | 0      | 0      | 0      | 0      |
| B. Kara      | 0                | 0                | 0                | 0                | 0                | -                | -                | -                | -                | -                | 0      | 0      | 0      | 0      | 0      |
| A. Karakoyun | 0                | 0                | 0                | 0                | 0                | -                | -                | -                | -                | -                | 0      | 0      | 0      | 0      | 0      |
| G. Kayalar   | 25               | 0                | 0                | 0                | 0                | 8                | 0                | 0                | 0                | 0                | 33     | 0      | 0      | 0      | 0      |
| K. Kegan     | 0                | 0                | 0                | 0                | 0                | -                | -                | -                | -                | -                | 0      | 0      | 0      | 0      | 0      |
| M. Kreklow   | 24               | 34               | 15               | 5                | 14               | 7                | 9                | 2                | 2                | 5                | 31     | 43     | 17     | 7      | 19     |
| J. Larson    | 25               | 330              | 280              | 28               | 22               | 8                | 112              | 92               | 12               | 8                | 33     | 442    | 372    | 40     | 30     |
| N. Özsoy     | 23               | 173              | 147              | 15               | 11               | 8                | 73               | 67               | 4                | 2                | 31     | 246    | 214    | 19     | 13     |
| M. Poljak    | 25               | 152              | 95               | 48               | 9                | 8                | 62               | 31               | 28               | 3                | 33     | 214    | 126    | 76     | 12     |
| B. Toksoy    | 13               | 85               | 47               | 27               | 11               | 1                | 0                | 0                | 0                | 0                | 14     | 85     | 47     | 27     | 11     |

P = presenze; PT = punti totali; AV = attacchi vincenti; MV = muri vincenti; BV = battute vincenti